# Parque ecológico San Lorenzo
El parque ecológico San Lorenzo, más conocido como Parque de la Familia, es un campo natural ubicado en la ciudad de Santa Ana, El Salvador. Es administrado por la Fundación Ambientalista de Santa Ana (Fundasan) y se ha convertido en uno de los principales destinos turísticos de la ciudad.

## Descripción
El Parque Ecológico San Lorenzo cuenta con un bosque y tres lagunas llamadas El Encantado, Los Gansos y Las Cartas; además dispone de un zoológico, canchas de futbol y juegos infantiles. El Parque Ecológico es cruzado por los ríos Apanchacal y Zarco, los cuales son caudales que reciben las aguas negras o residuales de la ciudad de Santa Ana, pero que no contaminan las instalaciones del Parque Ecológico.